# جون شامبرز (سياسي)
جون شامبرز (بالإنجليزية: John Chambers)‏ هو محامي وقاضي وسياسي أمريكي، ولد في 6 أكتوبر 1780 في مقاطعة سومرست في الولايات المتحدة، وتوفي في 21 سبتمبر 1852 في باريس في الولايات المتحدة. حزبياً، نشط في الحزب الوطني الجمهوري ‏ وحزب اليمين. وقد انتخب Governor of the Territory of Iowa ‏ (13 مايو 1841 – 18 نوفمبر 1845) وانتخب عضو مجلس النواب الأمريكي.